# Jean-Étienne Écouchard-Lebrun de Granville
Pour les articles homonymes, voir Lebrun.
Jean-Étienne Écouchard-Lebrun, dit de Granville, né à Paris le 22 août 1738 et mort à Paris le 19 septembre 1765, est un homme de lettres français.

## Biographie
Fils d'un valet de chambre du prince de Conti, frère du poète Ponce-Denis Écouchard-Lebrun, il fonde le recueil de critique, La Renommée littéraire.
Il est l'auteur présumé de deux violents pamphlets contre Fréron, qui sont aussi attribués à son frère, La Wasprie (1761) et L'Âne littéraire (1761).